# Scorcha Records
Scorcha Records ist ein Independent-Label aus Hamburg.

## Geschichte
Scorcha Records wurde 1999 von Ralf Koppelkamp gegründet. Es ist musikalisch auf Reggae-, Ska und Soul-Musik ausgerichtet. Es wurden sowohl die Europa-Veröffentlichungen von Alben amerikanischer Bands lizenziert, als auch exklusiv auf Scorcha erscheinende Releases weltweiter Künstler organisiert. Auch der jamaikanische Sänger Derrick Morgan und die malaysische Reggae-Band The Aggrobeat haben auf Scorcha Records Platten herausgebracht. Eine wichtige Stellungen hatten bei Scorcha Veröffentlichungen auf Vinyl als LP oder Single. Der Tonträgervertieb wurde über Cargo Records abgewickelt.

## Bands (Auswahl)
- The Aggrobeat
- The Aggrolites
- Big Banders
- Go Jimmy Go
- The Impalers
- The Inciters
- The Kinky Coo Coo’s
- Derrick Morgan